# Hoplia elongata
Hoplia elongata är en skalbaggsart som beskrevs av Max Quedenfeldt 1888. Hoplia elongata ingår i släktet Hoplia och familjen Melolonthidae. Inga underarter finns listade i Catalogue of Life.